# En-Kai
En-Kai eller Ngai är den ende eller den högste guden i massajers, kikuyus och kambas religion.
Enligt Kikuyus trosuppfattning, är det en manlig gud som har sin boning i berget Kirinyaga.
Kambafolket menar att Ngai bor någonstans i ett undanskymt gömställe, som ingen känner till var det ligger.
Maasaierna har visserligen varit föremål för kristen mission, men många praktiserar likväl fortfande sin traditionella religion. Maasai tror att detta högsta väsen är guden i Solen och kärleken, och dessutom var världens skapare. En utbredd uppfattning är att Ngai gifte sig med Olapa, mångudinnan.